# Stay (canção de Taeyeon)
"Stay" é uma canção da cantora sul-coreana Taeyeon, lançada como seu single de estreia japonês em 30 de junho de 2018, em formato digital pela SM Entertainment Japan, e lançada em formato físico de forma limitada durante a série de concertos intitulada Taeyeon -Japan Show Case Tour 2018-. A faixa-título "Stay" é uma canção pop-rock que possui letras de Sara Sakurai e composição de Christian Fast, Sebastian Thott e Ellen Berg Tollbom, enquanto seu lado B "I'm The Greatest", também pertencente ao gênero pop-rock, possui letras de Junji Ishiwatari e composição de Joakim Dalqvist. 
Comercialmente, "Stay" alcançou o número 68 pela tabela musical japonesa Billboard Japan Hot 100 e de número treze para "Stay" e dezoito para "I'm The Greatest", respectivamente, pela estadunidense Billboard World Digital Songs. 

## Antecedentes e composição
Em abril de 2018, foi anunciado o primeiro showcase de Taeyeon no Japão, a ser realizado em junho do mesmo ano, o qual iria incluir o lançamento de um novo single em formato físico para o público participante, em comemoração a série de apresentações. Mais tarde, foi divulgado que o single seria lançado também em formato digital na data de 30 de junho.
A faixa-título "Stay" é uma canção pop-rock, comparada ao single "I" de 2015 de Taeyeon. Possui letras que referem-se a um relacionamento, onde se pede a companhia do interesse amoroso. Enquanto seu lado B "I'm The Greatest", é uma balada pop-rock.

## Apresentações ao vivo
Taeyeon adicionou o single de "Stay" ao repertório de seu primeiro showcase solo no Japão, intitulado Taeyeon -Japan Show Case Tour 2018-, realizado de 15 a 29 de junho de 2018. A seguir, o single foi adicionado ao repertório de sua primeira turnê solo japonesa intitulada Taeyeon Japan Tour 2019 ~Signal~, realizada de 13 de abril a 31 de maio de 2019.

## Vídeo musical
O vídeo musical de "Stay" que estreou simultaneamente com o lançamento do single, foi filmado no Morrocos e possui imagens ultra saturadas. A produção apresenta Taeyeon explorando tanto as áreas urbanas quanto o campo, destacando os pontos turísticos locais, enquanto ela está vestida com roupas românticas e fluidas.

## Faixas e formatos
| "Stay"- Download digital/CD single |                    |                  |                                                   |                 |         |  |
| N.º                                | Título             | Letras           | Música                                            | Arranjo         | Duração |  |
| 1.                                 | "Stay"             | Sara Sakurai     | Christian Fast Sebastian Thott Ellen Berg Tollbom | Sebastian Thott | 4:12    |  |
| 2.                                 | "I'm The Greatest" | Junji Ishiwatari | Joakim Dalqvist                                   | Joakim Dalqvist | 3:14    |  |
| Duração total:                     | Duração total:     | Duração total:   | Duração total:                                    | Duração total:  | 7:26    |  |

## Desempenho nas paradas musicais
Após o seu lançamento, "Stay" estreou em seu pico de número 68 pela tabela Billboard Japan Hot 100 na semana referente a 4 de julho de 2018. Em sua tabela componente, Download Songs, a canção atingiu pico de número 76 na mesma semana de referência. Adicionalmente, o single tornou-se o primeiro lançamento de língua japonesa de Taeyeon, a entrar na tabela estadunidense Billboard World Digital Songs, com "Stay" posicionando-se em número treze e "I'm The Greatest" em dezoito, respectivamente, na semana referente a 14 de julho de 2018.

### Posições semanais
| Parada musical (2018)                          | Melhor posição |
| ---------------------------------------------- | -------------- |
| Estados Unidos (Billboard World Digital Songs) | 13             |
| Japão (Billboard Japan Hot 100)                | 68             |

## Histórico de lançamento
| Região | Data                | Formato                    | Gravadora | Ref.   |
| ------ | ------------------- | -------------------------- | --------- | ------ |
| Japão  | 30 de junho de 2018 | CD single                  | UMJ EMI   | [ 3 ]  |
| Japão  | 30 de junho de 2018 | Download digital streaming | SM Japan  | [ 11 ] |
| Mundo  | 30 de junho de 2018 | Download digital streaming | SM Japan  | [ 12 ] |